# Губкино (Московская область)
Гу́бкино — деревня в Одинцовском районе Московской области, входит в городское поселение Одинцово.

## Расположение
Деревня расположена к западу от автодороги «Беларусь» (Минское шоссе) (с правой стороны при следовании из Москвы) на границе с городом Одинцово, в 1 км к юго-востоку от железнодорожной станции Одинцово в 500 м к юго-западу от деревни Глазынино.
К северо-западу от деревни проходит Сосновая улица города Одинцово и расположен микрорайон № 8. К востоку от деревни построен 9-й микрорайон города Одинцово.
К северу от деревни также расположен пруд Глазынка.

## История
В конце XVIII века в «Экономических примечаниях» упоминается деревня Губкино, близ Одинцова, графини Варвары Петровны Разумовской. Тогда в ней проживало 32 мужчины и 33 женщины.
В 1890 году здесь было 73 жителя; в 1926 году — 144; в 1989 году — 107 постоянных жителей.
До 2005 года деревня входила в Мамоновский сельский округ, во время муниципальной реформы была включена в состав городского поселения Одинцово.

## Население
| 2002 | 2006 | 2010 |
| ---- | ---- | ---- |
| 101  | →101 | ↗150 |